# GSMアソシエーション
GSMアソシエーション（英: GSM Association）は、GSM方式の携帯電話システムを採用している移動体通信事業者や関連企業からなる業界団体である。当該システムでの標準化や技術開発、宣伝活動の支援を目的に1995年に設立された。GSMAの起源は1982年の欧州連合のGSM宣言に遡るが、組織として正式に設立されたのは1995年の「GSM MoUアソシエーション」である。
GSMアソシエーションは、世界の220ヶ国で展開しており、800社近くの移動体通信事業者や端末製造メーカー、ソフトウェア企業、装置プロバイダ、インターネット企業、メディアやエンタテインメント企業といった関連産業に属する企業200社以上が加盟している。携帯電話産業の最大級イベントであるモバイルワールドコングレスや、GSMA Mobile Asia Expo、GSMA NFC & Mobile Money Summit、GSMA-mHA Mobile Health Summitを主催している。Telecoms.comは「価格戦略から税制対策に至るまで政府へのロビー活動をする世界で最も強力な業界団体の1つ」と評している。